# Ragnar Lyttkens
Ragnar Lyttkens, född 31 mars 1887 i Halmstad, död 1 juli 1969, var en svensk väg- och vattenbyggnadsingenjör. 
Lyttkens, som var son till civilingenjör Emil Lyttkens och Mina Hagsted, avlade mogenhetsexamen i Halmstad 1905 och utexaminerades från Chalmers tekniska läroanstalt 1909. Han företog, med stipendium från Kommerskollegium, en studieresa till Tyskland, Frankrike och Italien 1926. Han var ingenjör vid stadsingenjörskontoret i Malmö stad 1910–1911, vid Helsingborgs stads byggnadskontor 1911–1913, biträdande stadsingenjör i Halmstads stad 1913–1919, stadsingenjör i Ludvika stad 1919–1922 samt stadsingenjör och föreståndare för vattenverket i Halmstad från 1922.
Lyttkens var ordförande i föreningen för Halmstads naturskydd och försköning 1926–1934, styrelseledamot i Svenska kommunaltekniska föreningen 1934–1943 och ledamot av dess stadsplanekommitté, initiativtagare till Halmstads ingenjörsförening samt hedersledamot i Halmstads flygklubb och ingenjörsföreningen. Han utgav Halmstads vattenverk 1885–1935 och ett flertal artiklar i Kommunalteknisk Tidskrift, Föreningen Gamla Halmstads årsbok samt dagspress.